# Mexico City
Mexico City (staden Mexiko, spanska: Ciudad de México, tidigare även D.F. för Distrito Federal och i vardagligt tal CDMX) är Mexikos huvudstad. Det är det viktigaste ekonomiska, industriella och kulturella centret i landet, och den största staden med cirka 9,2 miljoner människor 2020 (jämför med 8,8 miljoner invånare 2009). Mexico Citys storstadsområde (Zona Metropolitana del Valle de México) hade cirka 21,0 miljoner invånare år 2009, vilket gör det till ett av de folkrikaste i världen.

## Namn
Namnet Mexico kommer från det namnet som aztekerna använde om sig själva, "Mexica", uttalat mesjíka. Efter den spanska erövringen blev Mexico (uttalat mékjikå) namnet på huvudstaden, och långt senare blev det namnet för hela landet. Vanligtvis kallar mexikanarna staden för Mexico. När det finns risk för förväxlingar används Distrito Federal, förkortat DF (uttalat "De effe"), eller det mer officiellt klingande Ciudad de México, Mexiko stad. När mexikanerna önskar precisera att de talar om landet Mexiko, används oftast "La República Mexicana".
Mexico City har fått namnet Ciudad de los palacios, "palatsens stad". Informellt kallas staden också Anahuac vilket på nahuatl betyder vattenhimmel och är namnet för Mexikodalen. Invånarna kallas "capitalinos" (huvudstadsborna) eller "defeño". Inflyttade till staden kallas chilangos.

## Historia
Mexico City ligger i ett område präglat av 3 000 år gammal precolumbiansk (före Christofer Columbus) kultur. Själva stadens historia går dock bara tillbaka till perioden motsvarande europeisk medeltid.

### Tenochtitlán
Staden grundlades 1326 med namnet Tenochtitlán. Enligt legenden skulle aztekernas långa vandring avslutas på den plats där de såg en örn äta en orm på en kaktus, vilket kan ses i Mexikos flagga. Detta observerades på en ö i Texcocosjön, och där anlade aztekerna sin huvudstad. Där kunde de driva ett rikt jordbruk på öar och anlagda öar, så kallade chinampas.
Den stad som mötte de spanska erövrarna år 1519 kunde mäta sig med de största europeiska städerna och dominerades av en rad pyramider, den största vigd till guden Huizilopochtli. Diken anlades för att skydda staden mot översvämningar och broar byggdes för att få kontakt med förstäderna på fastlandet. Grannön Tlatelolco fungerade som den stora marknaden i staden. Invånarantalet vid denna tid beräknas till omkring 200 000 till 300 000.

### Den spanska erövringen
Spanjorerna ankom området år 1519. Efter några inledande militärangrepp mot spanjorerna beslutade aztekkungen Moctezuma II att inbjuda dem till huvudstaden. Spanjorerna under Hernán Cortés samt flera tusen allierade krigare från Tlaxcala och Golfkusten tillbringade vintern mellan 1519 och 1520 som Moctezumas gäster. Förhållandet mellan dem och aztekerna blev emellertid allt mer påfrestat, både på grund av spanjorernas törst efter rikedomar och då spanjorerna reagerade negativt på de människooffer som pågick. Det slutade med att Moctezuma först blev tagen som gisslan och därefter dödades av antingen spanjorer eller av missnöjda azteker. Efter Moctezumas död flydde spanjorerna från staden den 30 juni 1520 och två tredjedelar av dessa blev mördade eller offrade till gudarna i det som kallas La noche triste, den sorgliga natten. Cortés kom emellertid undan till sina allierade i Tlaxcala. Samtidigt härjades staden av smittkoppor, en då okänd sjukdom i Amerika, som tog livet av en stor andel av befolkningen. I april 1521 angreps staden av Cortés och ett hundratal spanjorer samt cirka 100 000 stamkrigare från Tlaxcala, Golfkusten och andra fiender till aztekerna. Båtar hade i februari 1521 burits över bergen i delar med hjälp av 20 000 medhjälpare från ursprungsbefolkningen. och sedan byggts ihop och sjösatts vid Tetzcoco. En kanal byggdes även av 40 000 arbetare från urfolken för att kunna anfalla och belägra Tenochtitlan i april. Aztekerna satte sig till motangrepp, och östaden blev belägrad och långsamt nedkämpad. Först den 13 augusti 1521 upphörde striderna, och kanske 40 000 dödades i stadsdelen Tlatelolco, försvararnas sista skans.

### Huvudstad i Nya Spanien
Staden låg fullständigt i ruiner och blev återuppbyggd från grunden av spanjorerna. Sten från den stora pyramiden användes till att bygga den första katedralen som stod på samma plats. Staden döptes till México och var spanjorernas utgångspunkt vid vidare erövring mot söder, väst och norr. Staden var huvudstad för vicekungadömet Nya Spanien, och tillsammans med Lima i Peru den viktigaste av alla spanska kolonistäder i Amerika. Hela Mexiko, sydvästra delen av nutidens USA, Centralamerika, öarna i Karibien och Filippinerna styrdes från Mexico City. Universitetet grundades 1551 och är bland de äldsta i Amerika. Den första katedralen ersattes av den enorma Catedral Metropolitana från 1573. Under erövringen var emellertid dikena ödelagda varför staden ofta blev utsatt för översvämning. De fuktiga förhållandena gjorde också Mexico City till en osund stad.

### Befrielsekriget
Upproret mot spanjorerna år 1810 startade i delstaten Guanajuato. Den 30 oktober 1810 slog emellertid upprorsstyrkorna de spanska trupperna vid Monte de las Cruces nära Mexico City och gavs möjlighet att erövra staden. Ledaren Miguel Hidalgo valde senare att inte angripa staden. Först år 1821 blev staden erövrad av Agustín de Iturbide. Under denna tiden hade staden 160 000 invånare och var den största i Amerika.

### Självständighet
De första årtiondena i Mexico Citys historia som huvudstad i det självständiga Mexiko var ganska turbulenta och staden utvecklades mycket långsamt. Under kejsar Ferdinand Maximilian och president Porfirio Díaz från 1860-talet blev staden förskönad och utbyggd och ett exempel är den enorma avenyn Paseo de la Reforma och kulturpalatset Bellas Artes. Den mexikanska revolutionen från 1910 ledde till stopp i tillväxten och stor nöd bland befolkningen. Från 1920-talet fortsatte staden växa kraftigt, och staden blev förskönad av de stora freskomålningarna skapade i revolutionär glöd.
Staden har under 1900-talet haft en explosiv tillväxt i invånarantalet. År 1950 hade Mexico City 3 miljoner invånare, år 2000 20 miljoner. Idag är dock tillväxten inte lika stark.
Mexico City var värdort för Olympiska sommarspelen i oktober 1968. Spelen hotades av massakern på protesterande studenter i Tlatelolco den 2 oktober, några få dagar före öppningsceremonin. År 1985 dödades 20 000 människor i ett jordskalv som mätte 8,5 på Richterskalan.

## Geografi och natur
Mexico City är beläget centralt i inlandet i den södra halvan av Mexiko, på en platå ca 2 300 meter över havet. Staden omges av flera vulkaner med toppar på över 5 500 meter över havet; högst är Popocatépetl i syd. Bergen stänger inne luftföroreningarna i storstaden och bidrar därmed till försämring av luftkvaliteten.
Från början låg staden på öar ute i Texcocosjön, men sjön är idag nästan uttorkad. Bara i sydost, i Xochimilco, finns rester kvar av sjön. Uttappningen av sjön och sänkningen av grundvattennivån har medfört att vissa äldre hus sjunker eller drabbas av sättningar, och stora summor pengar satsas på att ta vara på husen. Det finns, trots folkmängden, plats för grönområden innanför stadsgränsen och hela den södra delen av Distrito Federal utgörs av skogsområden.

### Geologi
Staden ligger i ett jordskalvsområde och mest utsatt för ödeläggelser är området som ligger på den gamla sjöbottnen, däribland stadens centrum. Något tryggare är de stadsdelar som ligger i den södra delen, då de ligger på en fastare grund.

### Klimat
På grund av höjden över havet har Mexico City ett behagligt subtropiskt höglandsklimat. Endast mellan april och juni blir det mycket varmt mitt på dagen, tidvis över 30 °C, resten av året ligger dagstemperaturen runt 20 °C, något lägre vintertid, något högre sommartid. På sommaren ligger nattemperaturen på 10-12 °C, på vintern kan den gå ned mot noll. Från oktober till maj är det torrperiod, och från juni till september är det regntid då det kan komma kraftiga men kortvariga regn.
Årsmedeltemperaturen ligger på 16,5 °C. Årsnederbörden är i genomsnitt ca 900 millimeter. Maj är den varmaste månaden med 18,6 °C, medan det i december och januari är kallast med 13,8 °C. Mest regn faller i augusti med ett snitt på 194 millimeter, medan det i januari ligger på 10 millimeter.

### Stadsdelar

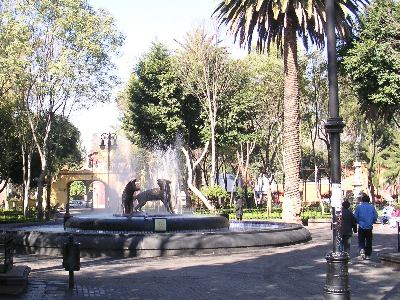
Staty i Coyoacán.
Största kanalen i de flytande trädgårdarnas stad, 1934.

#### Centro histórico
Centralt i Mexico City ligger Zócalotorget. Vid torget ligger stadens gamla katedral, ruiner från den gamla Tenochtitlan och Palacio Nacional. Runt detta ligger Centro histórico, det historiska centrumet, ett område fyllt av kyrkor, palats och hus i kolonialstil. Det historiska centrumet finns uppsatt på Unescos världsarvslista. Mot väst ligger Alameda, ett öppet parkområde med palatset Bellas Artes, huvudscenen för scenkonst i Mexiko.

#### La Reforma
Stadens centrala gata är Paseo de la Reforma. Denna 12 kilometer långa aveny anlades från början av kejsar Maximilian på 1860-talet. Längs denna aveny ligger flera berömda monument, bland annat det mest kända, El Ángel de la Independencia. "Självständighetsängeln" byggdes år 1910 för att fira hundraårsjubileet för Mexikos självständighet, och är starkt inspirerat av Siegessäule i Berlin. Söder om Reforma finns nöjeskvarteret Zona Rosa, med gator uppkallade efter europeiska storstäder (Calle Oslo är en liten bakgata), och elegant shopping och uteliv.

#### Chapultepec
Den berömda höjden Chapultepec, "gräshoppskullen", ligger i utkanten av centrumet. På höjden ligger den 6 km² stora parken med samma namn, med Chapultepecslottet i mitten. Chapultepec var en viktig plats redan under aztektiden, och har sedan dess haft en central roll i landets historia. Idag är parken ett populärt rekreationsområde för stadens invånare och innehåller bland annat stadens historiska museum och en djurpark.
Det nationella antropologiska museet har en bred representation av landets precolumbianska kultur (före Columbus) på bottenvåningen. På övervåningen presenteras hur dessa kulturer ser ut idag. Detta är ett av världens finaste arkeologiska museer och ofta kan besökare få se representanter för totonacfolket visa fram "voladores"-ceremonin (med fyra uppochnedvända flygande män).

#### Coyoacán
Området Coyoacán i söder, som tidigare var en egen stad, är ett annat trivsamt område med restauranger. Här finns både målarparet Diego Rivera och Frida Kahlos hus, "Blå huset", och huset där Lev Trotskij mördades år 1940. I söder ligger också universitetsområdet UNAM, med monumentala väggmålningar från denna konstforms blomstringstid under den första halvan av 1900-talet.

#### Guadalupe
I den norra delen av staden ligger Guadalupebasilikan, den viktigaste pilgrimsplatsen i Amerika. Här visade sig Jungfru Maria sig år 1531 och idag räknas den mörkhyade Vår fru av Guadalope som Mexikos och hela den amerikanska dubbelkontinentens skyddshelgon men även som skyddshelgon för Filippinerna. Hennes romersk-katolska minnesdag är den 12 december.

#### Xochimilco
I det sydöstra hörnet av staden ligger stadsdelen Xochimilco. Här är delar av Texcocosjön ännu bevarade och här finns kanaler mellan så kallade chinampas, parker och odlingar som ligger på konstgjorda öar. Här är det populärt att hyra färgrika båtar så kallade trajineras för att åka på kanalturer.

## Politik
Staden Mexico City motsvarar administrativt Distrito Federal, det federala huvudstadsdistriktet. Där runtom ligger den separata delstaten México.
Eftersom Mexico City är säte för den federala regeringen i Mexiko har staden en speciell styrelseform. Traditionellt har det inte funnits några ordförande, stadsråd eller stadsstyren i staden då den har styrts direkt av presidenten.
Detta system gjordes om under 1980-talet på grund av ökande missnöje med den lokala demokratin. Det politiska systemet reformerades och staden fick sin egen ordförande (borgmästare). Mellan 2015 och 2023 var den vänsterorienterade Claudia Sheinbaum borgmästare. 2023 avgick hon, inför sin sedermera framgångsrika kandidatur till posten som Mexikos president (invald 2024). Sedan 2024 är Clara Brugada borgmästare i Mexico City; både Brugada och Sheinbaum verkar representerar partiet Morena.

### Distrikt
Mexico City är indelat i 16 distrikt (delegaciones).

Stadens distrikt.

| Nr | Delegación            | Invånare 2008 | Yta (km²) | Invånare/km² |
| -- | --------------------- | ------------- | --------- | ------------ |
| 01 | Álvaro Obregón        | 718 602       | 96,03     | 7 483        |
| 02 | Azcapotzalco          | 421 700       | 33,54     | 12 573       |
| 03 | Benito Juárez         | 362 264       | 26,72     | 13 558       |
| 04 | Coyoacán              | 626 835       | 54,03     | 11 602       |
| 05 | Cuajimalpa de Morelos | 186 087       | 70,73     | 2 631        |
| 06 | Cuauhtémoc            | 530 565       | 32,69     | 16 230       |
| 07 | Gustavo A. Madero     | 1 178 903     | 87,65     | 13 450       |
| 08 | Iztacalco             | 389 938       | 23,21     | 16 800       |
| 09 | Iztapalapa            | 1 852 251     | 113,45    | 16 327       |
| 10 | Magdalena Contreras   | 234 026       | 63,51     | 3 685        |
| 11 | Miguel Hidalgo        | 357 918       | 46,39     | 7 715        |
| 12 | Milpa Alta            | 126 691       | 288,13    | 440          |
| 13 | Tláhuac               | 367 127       | 85,91     | 4 273        |
| 14 | Tlalpan               | 619 250       | 311,62    | 1 987        |
| 15 | Venustiano Carranza   | 442 155       | 33,77     | 13 093       |
| 16 | Xochimilco            | 421 733       | 118,13    | 3 570        |
|    | Totalt                | 8 836 045     | 1 485,49  | 5 948        |

### Storstadsområde
Enligt den definition som presenterades 2005 bestod storstadsområdet, Zona Metropolitana del Valle de México, av Mexico City samt ytterligare 59 kommuner. Området breder i huvudsak ut sig norr och öster om staden och omfattar många stora förorter, bland annat Chimalhuacán, Ciudad López Mateos, Ciudad Nezahualcóyotl, Cuautitlán Izcalli, Ecatepec de Morelos, Naucalpan de Juárez och Tlalnepantla. Detta område hade enligt senaste officiella befolkningsprognos totalt 19 981 801 invånare år 2009 på en yta av 7 854 km². År 2008 utökades definitionen för storstadsområdet med ytterligare kommuner i delstaten Hidalgo, vilket ökade det totala invånarantalet till strax över 21 miljoner.
Ibland brukar högre befolkningssiffror anges, vilka ofta baseras på äldre prognoser från perioder när området räknades som världens kanske snabbast växande storstadsområde. Befolkningstillväxten har avtagit kraftigt under de senaste två decennierna och ligger nu på en ökning av ungefär 160 000 invånare per år, jämfört med en ökning på uppåt en halv miljon invånare per år som mest.

### Politiska prioriteringar
Som en av världens största städer har Mexico City många problem, bland annat fattigdom, kraftig trafik och föroreningar. Stadens många gatubarn är också ett stort problem.

#### Rättsväsen och kriminalitet
Kriminaliteten exploderade i staden som följd av den ekonomiska krisen år 1994 och otryggheten spred sig. En större polisstyrka och ett mer effektivt polisarbete har emellertid reducerat kriminaliteten betydligt, och nivån kan nu jämföras med storstäder i USA.
Kidnappningar har varit ett stort problem i Mexico City. År 2003 beräknades 3 000 kidnappningar ha skett i landet, en del av dessa i Mexico City. Detta kan jämföras med officiella siffror vid denna tid på cirka 500. På 2020-talet beräknas årligen ske över 1 000 kidnappningar, med de högsta siffrorna i Mexico City, Estado de México, Veracruz och Guerrero.

#### Luft och vatten

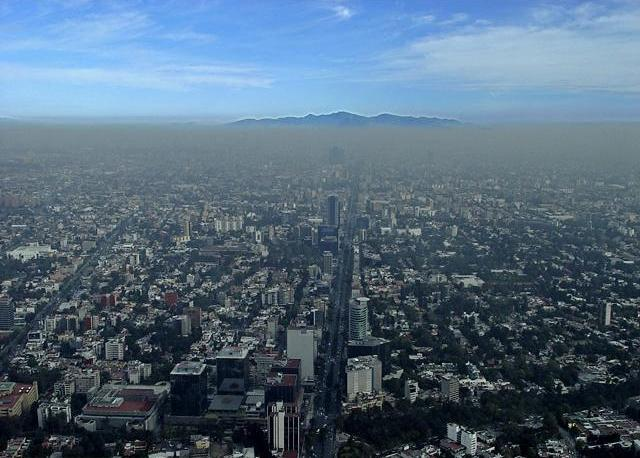
Smog över Mexico City.

Föroreningarna i Mexico City är ökända, och 1992 förklarade FN staden som "den mest förorenade staden i världen".  På grund av de höga bergen runt staden lägger sig föroreningarna som ett lock över staden, och årligen beräknas cirka 1 000 personer dö i förtid på grund av dålig luft. Värst är föroreningarna mellan februari och juni medan det är bäst förhållanden i juli och augusti, under regnperioden.
Olika försök för att få bukt med problemen genomförs hela tiden, några är mer lyckade än andra. Under en tid förbjöds bilar med vissa registreringsnummer att köra i staden vissa perioder. Istället skaffade sig invånarna då två bilar. Mer lyckat har det varit att ställa strängare krav på motorerna och bensinen. Trots en dubblad fordonsflotta mellan 1992 och 2012 har mindre svavel i bilbränslet och bättre avgasrening lett till kraftigt minskade avgaser från bilismen. På 2020-talet är Mexico City enligt WHO inte bland de 500 mest förorenade städerna baserat på partikelkoncentration i luften.
Vattenbristen i staden och den omgivande delstaten, med inalles 23 miljoner invånare, är ett stort problem. Misshushållning med vattenresurser och omvandling av grönområden till betong och asfalt har lett till mindre nederbörd, och överutnyttjande av grundvattnet har lett till sänkningar av markytan. En stor del av befolkningen saknar rinnande vatten. En stor del av stadens vattenledningssystem  är trasigt och läcker stora mängder vatten. Detta har lett till att problemen med vattenförsörjningen blivit det kanske mest prioriterade ämnet för stadens styre på senare år.

## Ekonomi och infrastruktur

### Näringsliv
Mexico City är ekonomiskt centrum för Mexiko, och cirka 50 procent av landets industriproduktion sker i staden. Även turismen är en viktig inkomstkälla.

### Kommunikationer

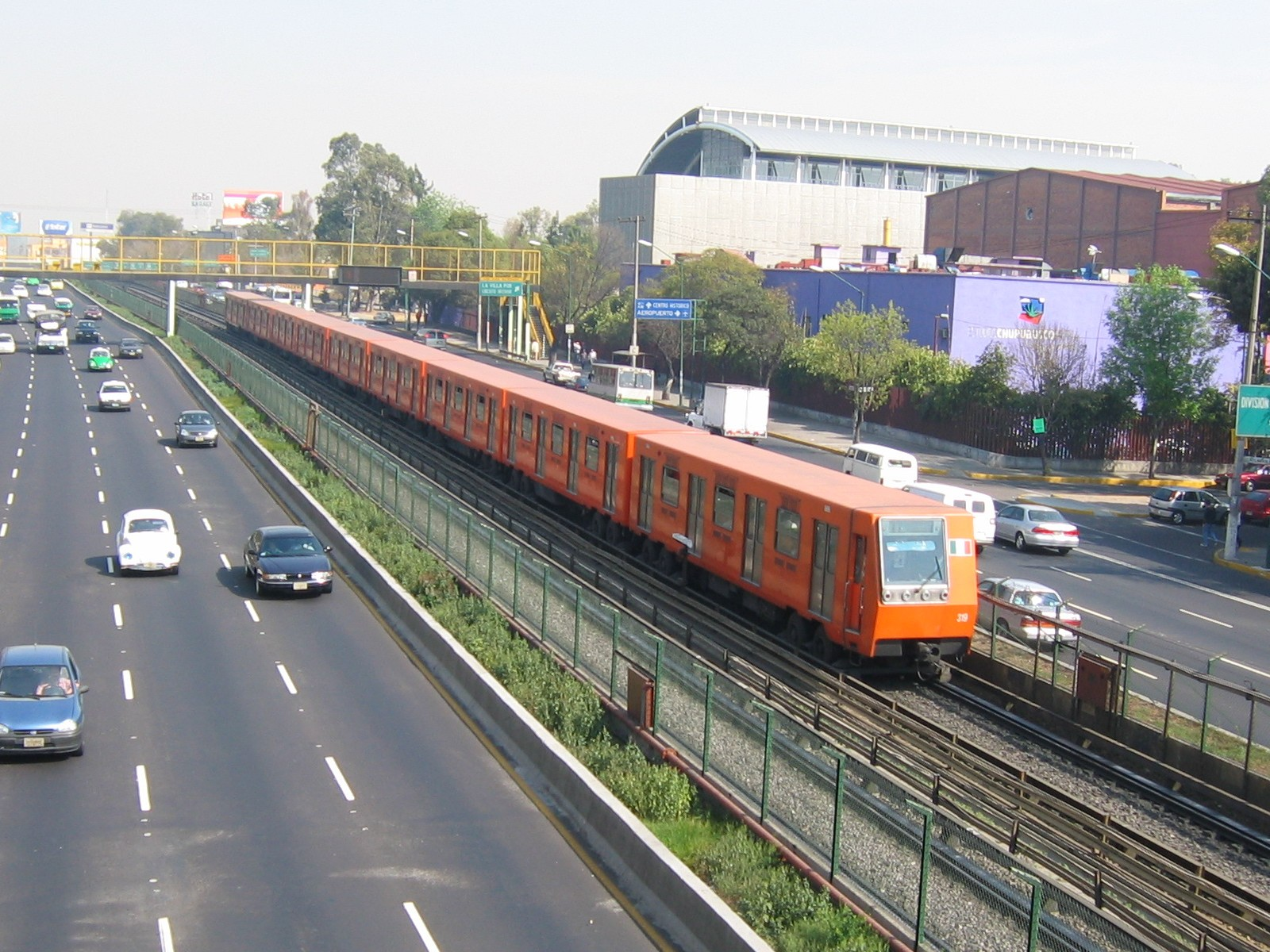
Ett tunnelbanetåg vid stationen General Anaya i Coyoacán, Mexico City. Till vänster skymtar filmstudion Churubusco.

Staden har stora kollektivtrafiknät i form av tunnelbana och bussar; det mesta av kollektivtrafiken sker via buss.
Denna stora stad är överraskande lätt att ta sig fram i. Ett av världens största tunnelbanesystem, Mexico Citys tunnelbana, förbinder alla delar av Distrito Federal med varandra, och når också ut i förorterna. Tunnelbanan har totalt 201,7 kilometer spår och 175 stationer, varav de flesta är underjordiska. För att underlätta för analfabeterna har alla stationer sin egen symbol som lätt kan igenkännas. Längs de långa, räta, avenyerna går bussar. Den internationella flygplatsen, Benito Juarez, ligger i den östra delen av stadsområdet och kan nås med tunnelbanan.
Utländska turister bör undvika att vinka in oregistrerade taxibilar från gatan, då det finns risk för de blir rånade eller i värsta fall kidnappnade. "Sitios" från hållplatser eller radiotaxibilar är tryggast.
I juni 2005 blev så kallade "Metrobús" infört efter förebild från Leon (Guanajuato). Dessa bussar har en reserverad fil längs med Avenida de los Insurgentes, vilket medför att de undgår all biltrafik. Mikrobussarna blev borttagna från denna aveny, och myndigheterna hoppas därmed att reducera föroreningarna och samtidigt ge passagerarna kortare resetider.

## Befolkning
Mexico City är en multikulturell stad med flera olika språkliga och etniska grupper. Ungefär 11 procent av invånarna är utrikesfödda. Staden har bland annat en framträdande grupp libaneser. Invandringen från Libanon tog sin början under andra hälften av 1800-talet, delvis på grund av att Suezkanalen påverkade textilindustrin i Libanon negativt och fick många att utvandra.

### Befolkningsutveckling
| År              | Invånare |
| --------------- | -------- |
| 1750            | 131 000  |
| 1790            | 137 000  |
| 1800            | 168 000  |
| 1810            | 180 000  |
| 1830            | 205 000  |
| 1840            | 170 000  |
| 1850            | 205 000  |
| 1858            | 242 000  |
| 1867            | 250 000  |
| 1877            | 300 000  |
| 1882            | 329 500  |
| 1889            | 329 800  |
| 20 oktober 1895 | 474 860  |

| År               | Invånare  |
| ---------------- | --------- |
| 28 oktober 1900  | 541 516   |
| 27 oktober 1910  | 720 753   |
| 30 november 1920 | 906 063   |
| 15 maj 1930      | 1 229 576 |
| 6 mars 1940      | 1 757 530 |
| 6 juni 1950      | 3 050 442 |
| 8 juni 1960      | 4 870 876 |
| 28 januari 1970  | 6 874 165 |
| 4 juni 1980      | 8 831 079 |
| 12 mars 1990     | 8 235 744 |
| 5 november 1995  | 8 489 007 |
| 14 februari 2000 | 8 591 309 |
| 1 januari 2005   | 8 657 045 |

## Kultur och stadsliv

### Utbildning

#### Universitet
Mexico City är staden för Universidad Nacional Autónoma de México (UNAM). UNAM är Nordamerikas äldsta universitet (grundat 1551) och många av landets presidenter har studerat där. Enligt The Times Higher Education Supplement 2005 edition är skolan det bästa universitetet i den spansktalande delen av världen.
Andra universitet i staden är Universidad Autónoma Metropolitana (UAM), Instituto Politécnico Nacional (IPN), Instituto Tecnológico Autónomo de México (ITAM), Universidad del Nuevo Mundo (UNUM), Tecnológico de Monterrey, Universidad La Salle, Universidad del Valle de Mexico (UVM), Universidad Anáhuac och Universidad Iberoamericana. I staden finns också ett campus tillhörigt det internationella universitetet Alliant International University.

#### Kommunala skolor
Läroplanen för Mexico Citys kommunala skolor sköts av den federala nivån Secretaría de Educación Pública (SEP). Finansieringen tilldelas av Mexico Citys regering.

### Sevärdheter

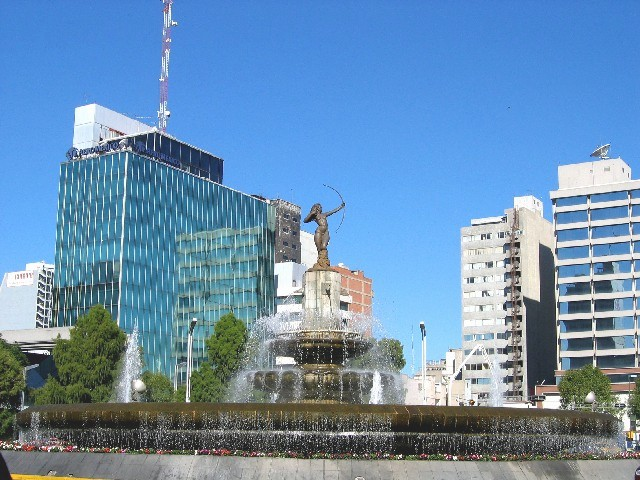
Dianafontänen vid La Reforma

Berömda sevärdheter i Mexico City är dess Zócalo, den centrala platsen med spansk domkyrka och aztekiska ruiner, de eleganta boulevarderna Paseo de la Reforma och Insurgentes, palatsmuseet Chapultépec som ligger på toppen av en backe och omringad av en park med många attraktioner, det Nationella Antropologiska Museet, Finare konstpalatset, Tre kulturers torg i Tlatelolcoområdet, samt basilikan Vår fru av Guadalupe.
Staden har omkring 160 museer, över hundra konstgallerier och cirka 30 konserthallar.

#### Teotihuacán
Utanför staden ligger ruinerna av staden Teotihuacán som blomstrade mellan omkring år 100 och 600, och mest känd är sol- och månpyramiderna. Platsen finns med på Unescos världsarvslista.

### Sport
"Fútbol" (fotboll), är Mexico Citys främsta sport, och flera lag som Club América, Cruz Azul och Club Universidad Nacional har sin huvudarena i Mexico City. Aztekstadion (Estadio Azteca), hemarena för Club América, är en av de största arenorna i världen med en kapacitet för över 110 000 åskådare. CF Atlante, stadens fjärde största klubb, spelar också där. Mexico City har också en olympisk arena vid Ciudad Universitaria som är hemarena för Pumas.
Mexico City var värdort för världsmästerskapet i fotboll för herrar år 1970 och 1986. Azteca är den enda arena i världen som har hållit finalspelet under VM två gånger.
En annan stor, och växande, sport i Mexico city är baseboll. Staden har klubbar som Diablos Rojos de Mexico (Röda djävlarna) i Liga Mexicana de Beisbol, ett lag som spelar hemmamatcherna på Foro Sol-stadion. Röda djävlarna delade tidigare arena med klubben "Tigres" tills klubben flyttade till närbelägna Puebla.

## Vänorter
- Arequipa, Peru
- Beirut, Libanon
- Bogotá, Colombia
- Buenos Aires, Argentina
- Berlin i Tyskland
- Chicago i USA
- Cuzco i Peru
- Los Angeles i USA
- Madrid i Spanien
- Nagoya i Japan
- Peking i Kina
- San Salvador i El Salvador
- Seoul i Sydkorea[21]
- Stockholm i Sverige
- Nicosia, Cypern
- Guatemala City, Guatemala
- Kaliningrad, Ryssland
- Lima, Peru
- Panama City, Panama